# If I Die Young
If I Die Young è un singolo del gruppo di musica country statunitense The Band Perry, pubblicato nel 2010 ed estratto dall'album The Band Perry.

## Tracce
Download digitale
1. If I Die Young – 3:43

## Cover
Nel 2013, l'attrice Naya Rivera ne realizza una cover cantata dal suo personaggio Santana Lopez nell'episodio Addio, Finn della serie Glee.